# QSO B2229+390
QSO B2229+390 是一個位在蠍虎座 的類星體。